# Amphitrite
Pour les articles homonymes, voir Amphitrite (homonymie).
 (août 2021).
Si vous disposez d'ouvrages ou d'articles de référence ou si vous connaissez des sites web de qualité traitant du thème abordé ici, merci de compléter l'article en donnant les références utiles à sa vérifiabilité et en les liant à la section « Notes et références ».
Dans la mythologie grecque, Amphitrite  (en grec ancien Ἀμφιτρίτη / Amphitrítē) est une Néréide, fille de Nérée et de Doris (ou de Dioné selon certaines sources tardives), épouse de Poséidon.
Chez les Romains, elle fut assimilée à la déesse Salacie, déesse des eaux salées : « … Salacia, les plis de ses habits tout emplis de poissons » (Apulée, Métamorphoses, 4.31).

## Mythe
Amphitrite est totalement inconnue de l'Iliade qui ne reconnaît à Dioné que la maternité d'Aphrodite. L'Odyssée la mentionne comme une divinité de la mer, maîtresse des monstres marins, mais sans mentionner de lien avec Poséidon.
Amphitrite apparaît également dans l'Hymne homérique à Apollon délien (rédigé vers 700 av. J.-C.) comme l'une des déesses ayant présidé à la naissance de ce dieu, contre l'avis de Héra.
Hésiode, dans sa Théogonie, est le premier à mentionner son union avec Poséidon, dont naît le monstre Triton.
Les poètes lyriques Pindare et Bacchylide reprennent le thème, qui s'impose également à la même époque dans la peinture sur vase. Des sources plus tardives ajoutent Rhodé et Benthésicymé au nombre des enfants du couple divin.
Le pseudo-Apollodore la vieillit d'une génération et la range parmi les Océanides.
Hygin nous livre une version de la rencontre d'Amphitrite et de Poséidon, l'attribuant à Ératosthène : le dieu tombe amoureux alors qu'il voit danser Amphitrite sur l'île de Naxos, mais celle-ci le fuit et va se réfugier auprès du Titan Atlas. Poséidon dépêche alors de nombreux serviteurs à sa recherche. L'un d'eux, un dauphin, la retrouve et plaide si bien la cause de son maître qu'Amphitrite accepte de l'épouser. Pour récompenser son messager, Poséidon le transportera au ciel où il devient la constellation du Dauphin.

## Famille

### Ascendance
Ses parents sont le dieu marin primitif Nérée, surnommé « le vieux de la mer », et l'océanide Doris. Elle est l'une de leur multiples filles, les Néréides, généralement au nombre de cinquante, et a un frère unique, Néritès. Pontos (le Flot) et Gaïa (la Terre) sont ses grands-parents paternels, Océan et Téthys ses grands-parents maternels.

### Descendance

#### Seule
D'après Homère, Amphitrite engendra également les phoques : ...Une foule de phoques, la progéniture de la belle Halosydne .
Elle est également, pour Aelian, la mère des dauphins : Dauphins mélomanes, poupons des divines Néréides, portés par Amphitrite.

#### Avec Poséidon
De son union avec Poséidon naît le dieu marin à queue de poisson Triton. Cela fait donc d'elle, par le biais de son fils, la grand-mère de Pallas ainsi parfois que celle de Scylla et des tritons.
Certaines versions des mythes font de Poséidon et Amphitrite les parents de la déesse Rhodé.
Des mythes tardifs ajoutent les déesses Benthésicymé et Cymopolée au nombre des enfants du couple divin.

## Représentations

### Art grec
L'iconographie d'Amphitrite est relativement peu répandue dans l'art grec. De manière générale, elle ne peut être identifiée qu'aux côtés de son mari, ou lorsqu'elle est explicitement nommée par une inscription. Il arrive cependant qu'elle ait pour attribut un poisson qu'elle tient à la main.
Amphitrite apparaît ainsi aux côtés de Poséidon dans la procession nuptiale du Vase François, un cratère à volutes (570 av. J.-C.) qui représente les noces de Pélée et de Thétis. Il en va de même pour un dinos du peintre Sophilos, datant de la même époque. Contemporaines également, les pinakes (plaques de céramique, souvent à usage votif) de Penteskouphia la représentent fréquemment aux côtés de Poséidon, invoqué ici en tant que divinité des morts.
Amphitrite apparaît également lors du voyage sous-marin de Thésée, scène illustrée par de nombreux vases attiques à figures rouges du début du Ve siècle av. J.-C. La plus célèbre de ces représentations est probablement la coupe du peintre Onésimos et du potier Euphronios dont l'intérieur montre Amphitrite assise tendant une couronne (ou une guirlande) au jeune héros. Selon Pausanias, une fresque de Mikon reprenait la même iconographie dans l'hérôon de Thésée à Athènes.

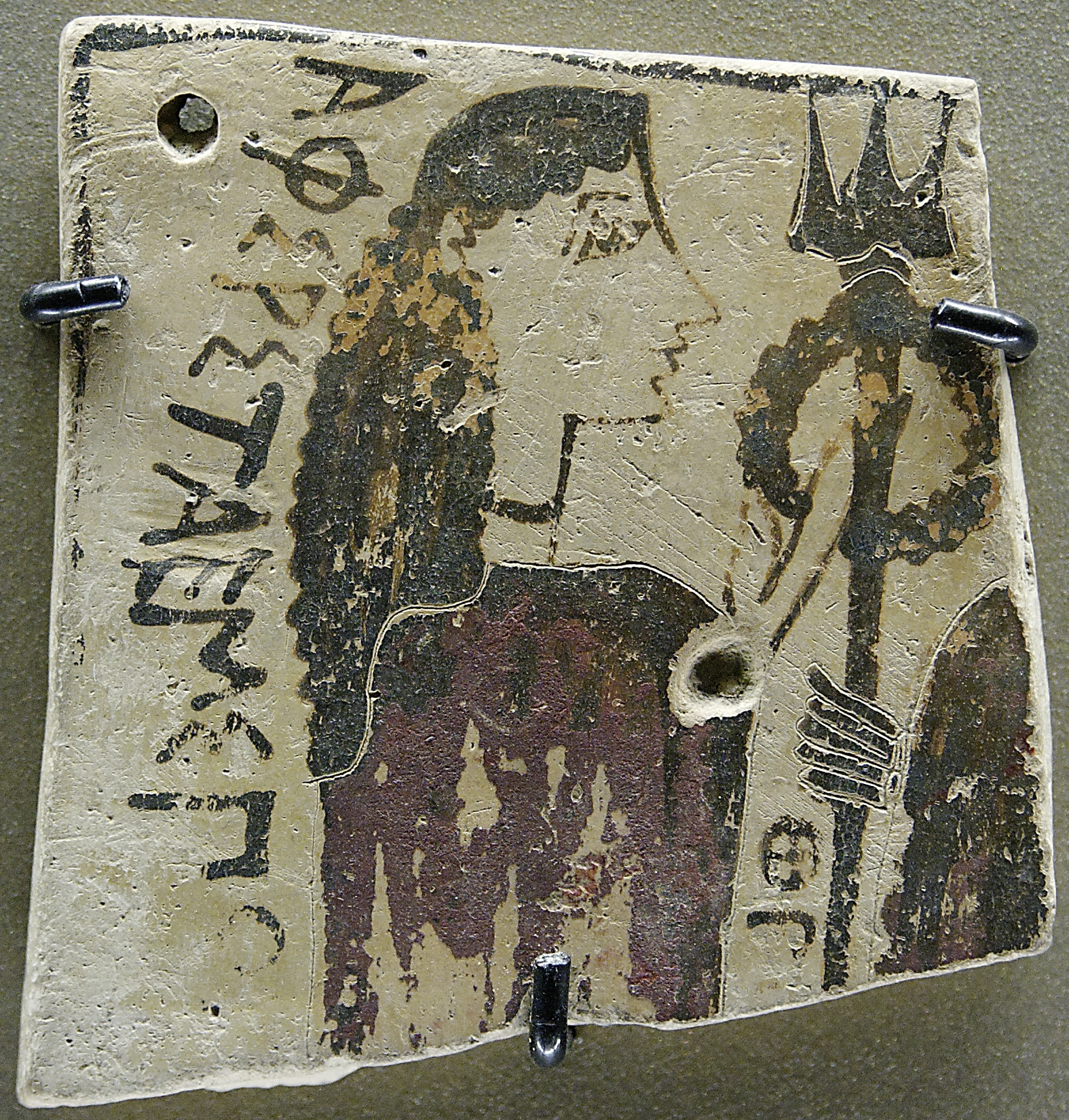
Amphitrite ("Aphirita") tenant un trident Plaque corinthienne 575-550 av. J.-C.
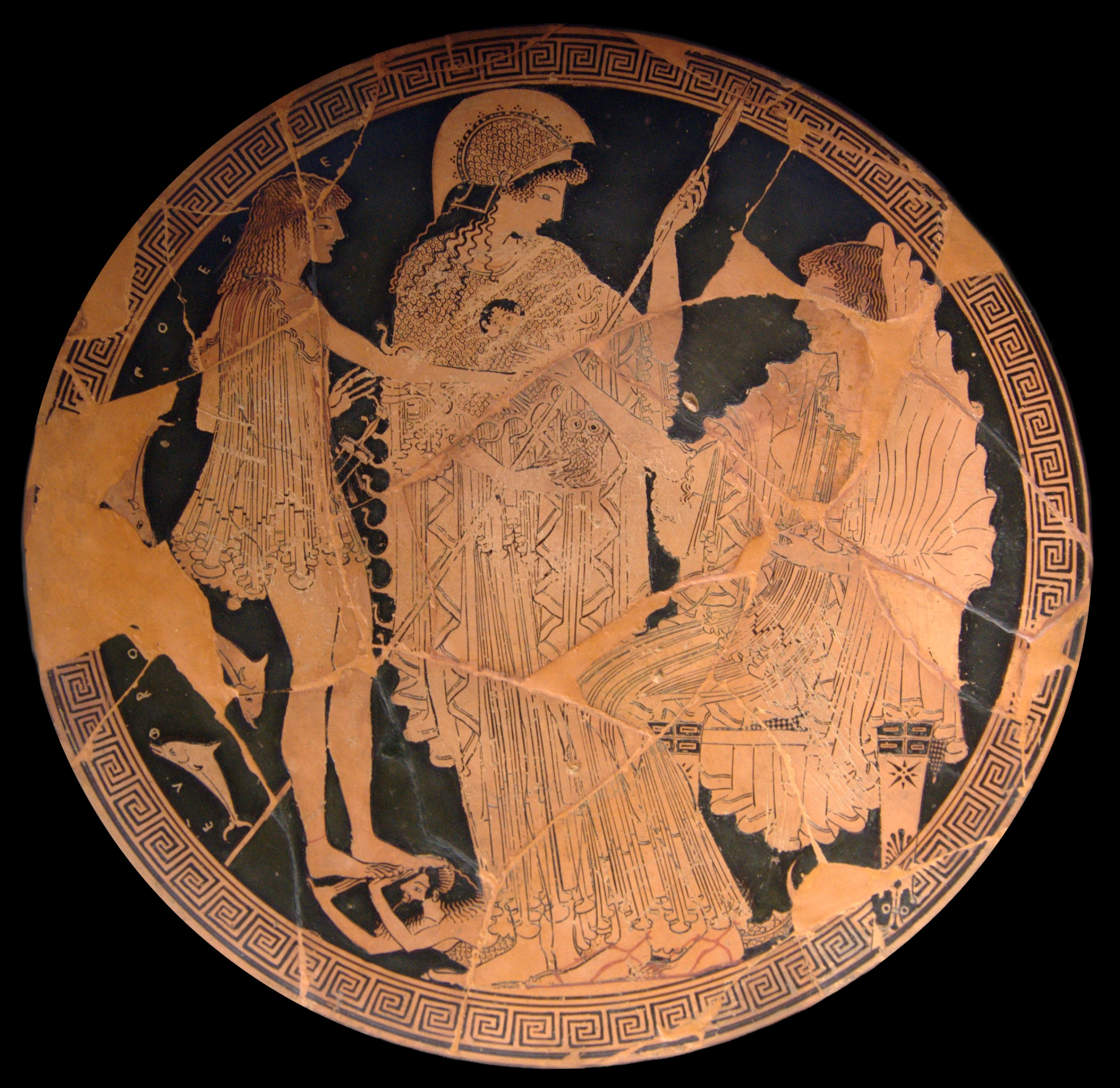
Thésée chez Amphitrite, sous le regard d'Athéna Coupe attique par Onésimos et Euphronios 500-490 av. J.-C.

### Art romain
Dans l'art romain, elle est souvent représentée accompagnée de dauphins et de tritons, parfois d'autres Néréides, dans des scènes évoquant un cortège marin.
Là encore, et en particulier dans l'art de la mosaïque, elle est souvent associée à Neptune, soit en étant figurée à ses côtés (Louvre MA 1880 : pavement provenant de Constantine), soit dans le programme décoratif d'une maison, par exemple dans le triclinium d'été de la maison dite de Neptune et d'Amphitrite, à Herculanum, et éventuellement dans les Thermes de Neptune à Ostie, où elle est représentée chevauchant un hippocampe.
À noter que si elle est souvent représentée dénudée sur les mosaïques romaines, la poitrine généralement nue, les sculptures romaines d'Amphitrite se montrent généralement plus prudes, la déesse alors vêtue d'une robe lui recouvrant le buste.

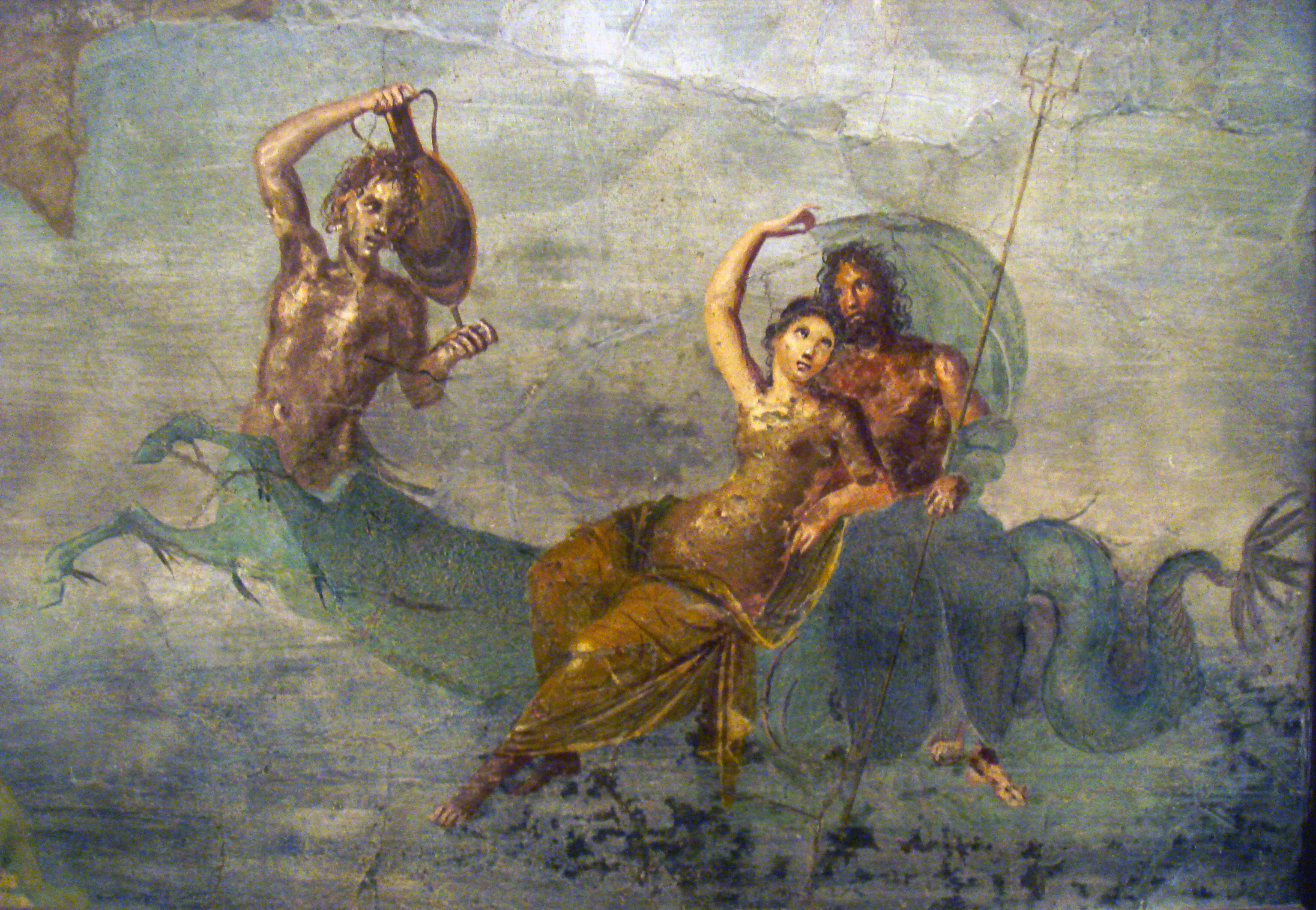
Neptune et Amphitrite. Fresque antique de Pompéi
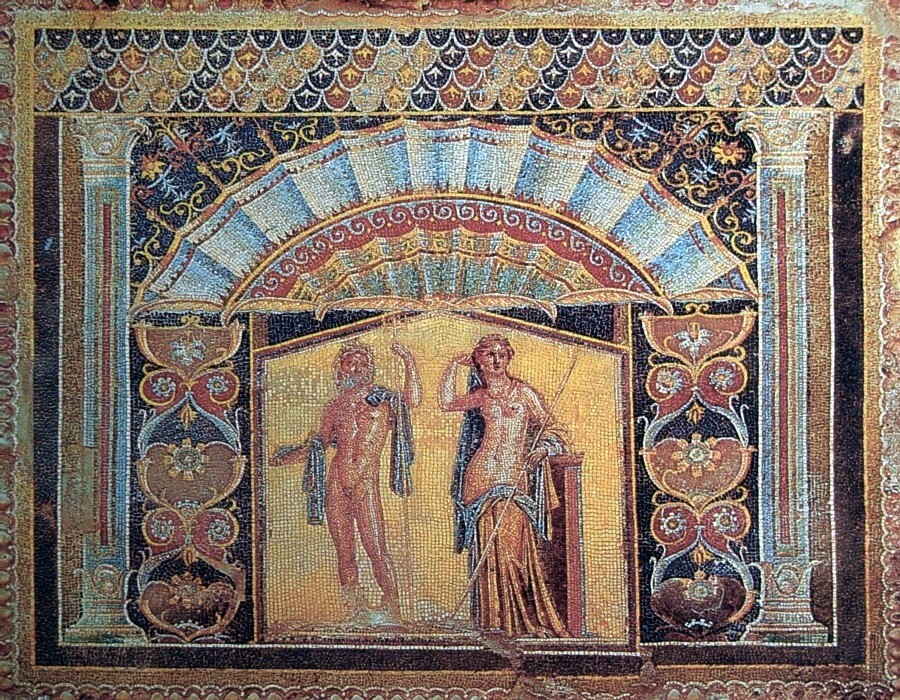
Mosaïque de la maison de Neptune et d'Amphitrite, Herculanum
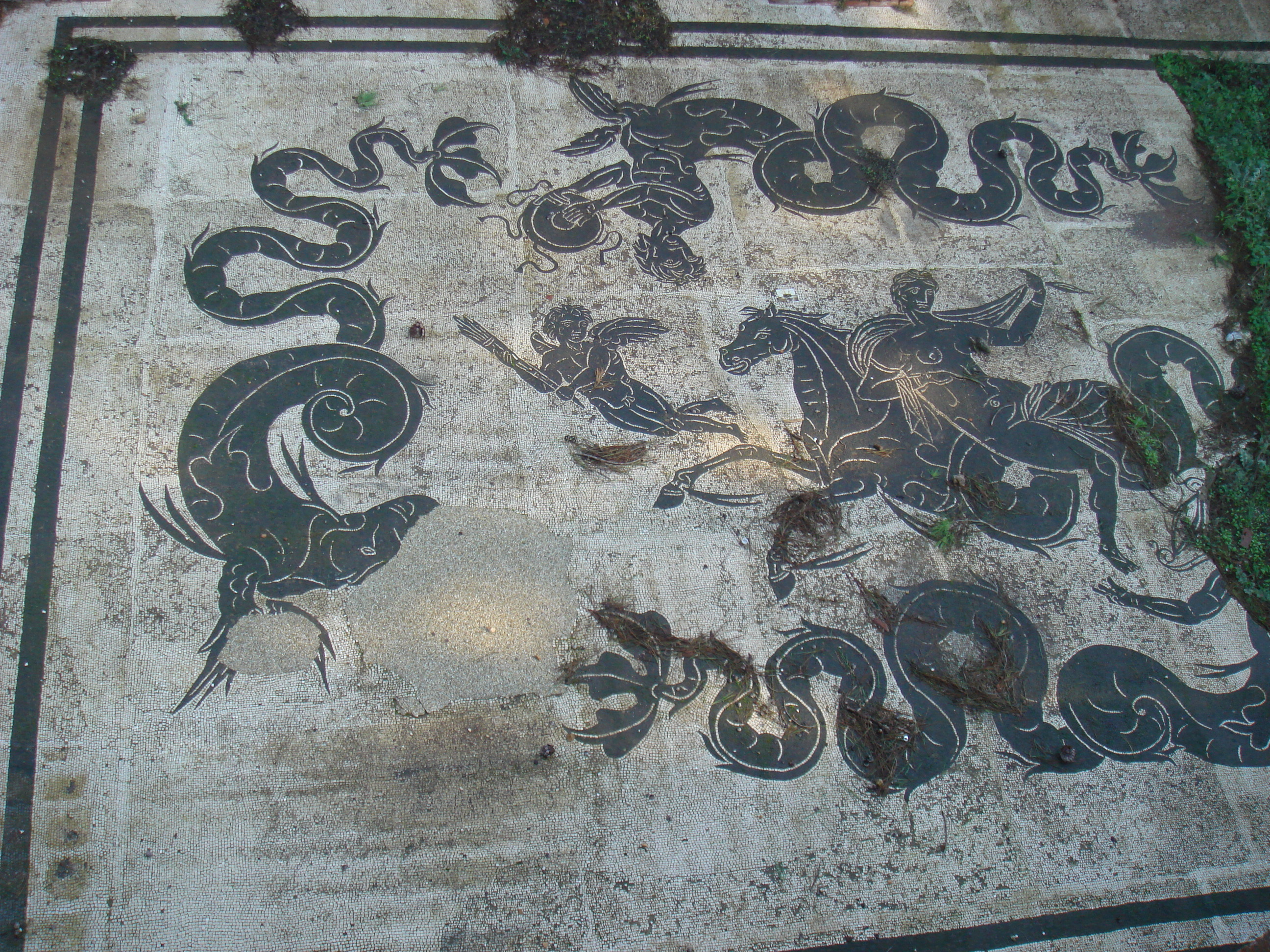
Mosaïque des Thermes de Neptune, Ostie
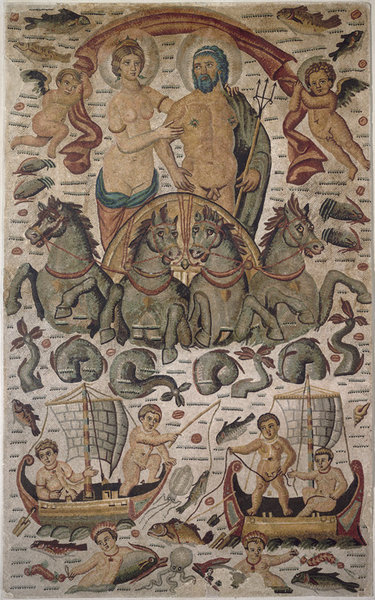
Le Triomphe de Neptune et d'Amphitrite, mosaïque romaine de Cirta, Paris, musée du Louvre.

### Périodes classique et moderne
Amphitrite est devenue une figure très appréciée aux époques classiques et modernes, en particulier dans le domaine de la sculpture, comme statue pour décorer un bassin ou comme fontaine. Elle est alors généralement représentée nue ou presque nue, souvent avec un poisson à la main ou un trident comme celui de son mari.

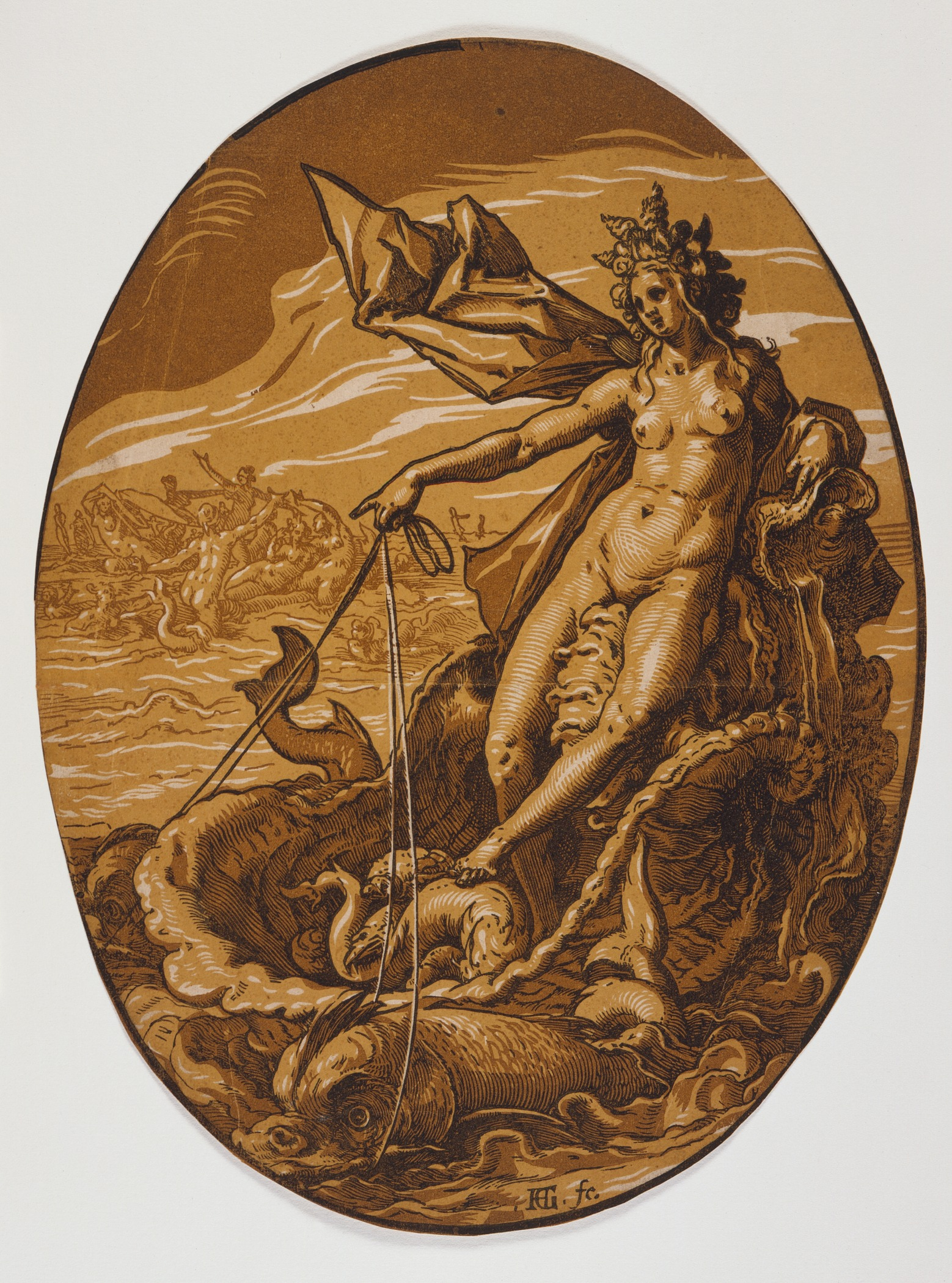
Amphitrite sur son char par Hendrik Goltzius (1558-1617).
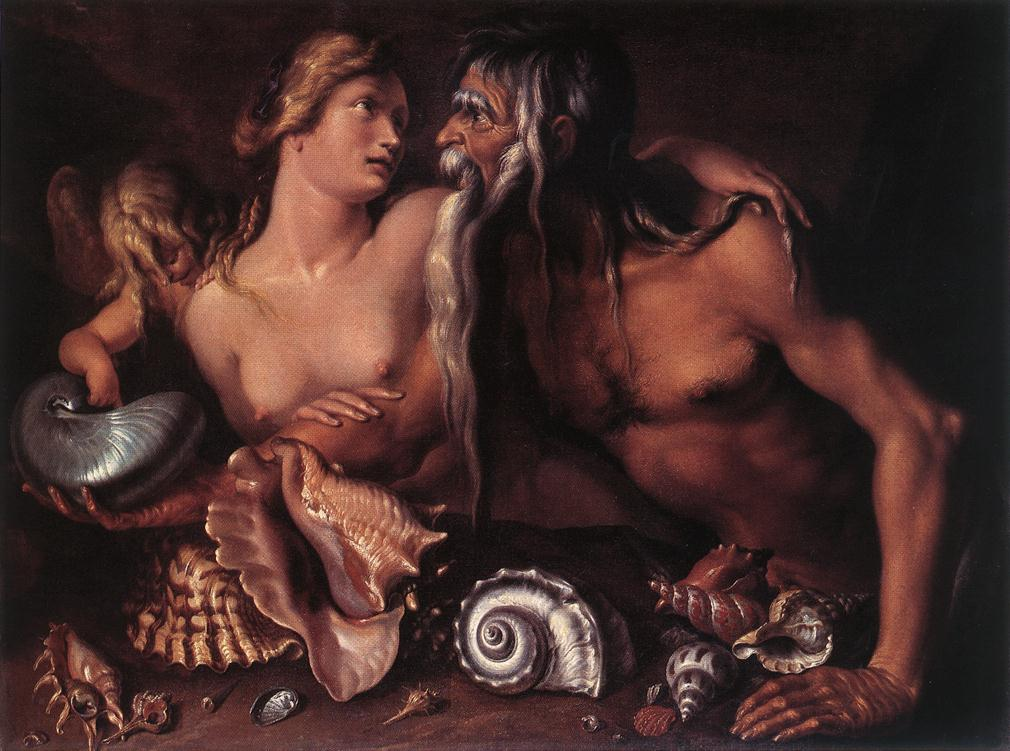
Neptune et Amphitrite Jacob de Gheyn II (fin XVIe siècle).
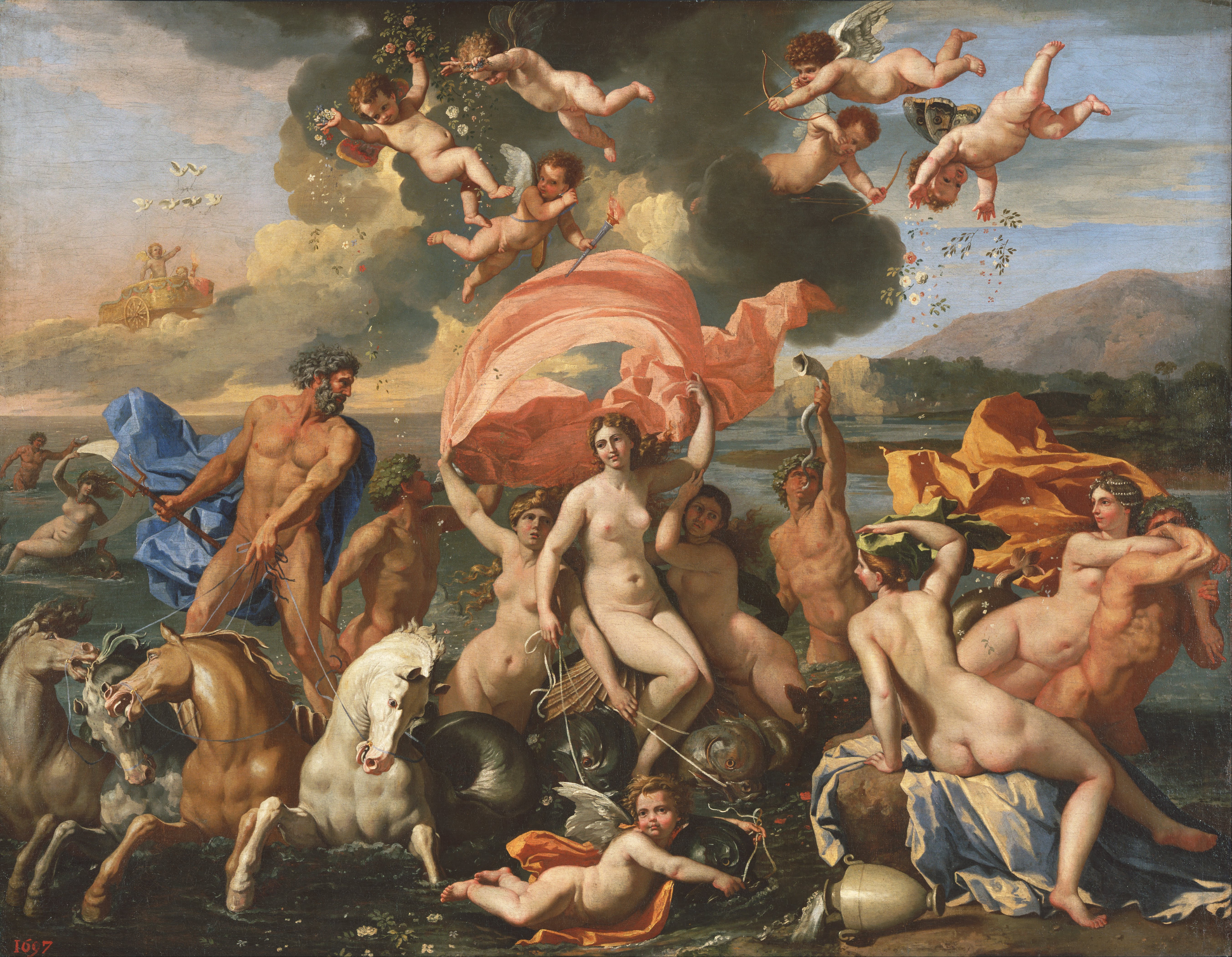
Le Triomphe de Neptune Nicolas Poussin, (1634).
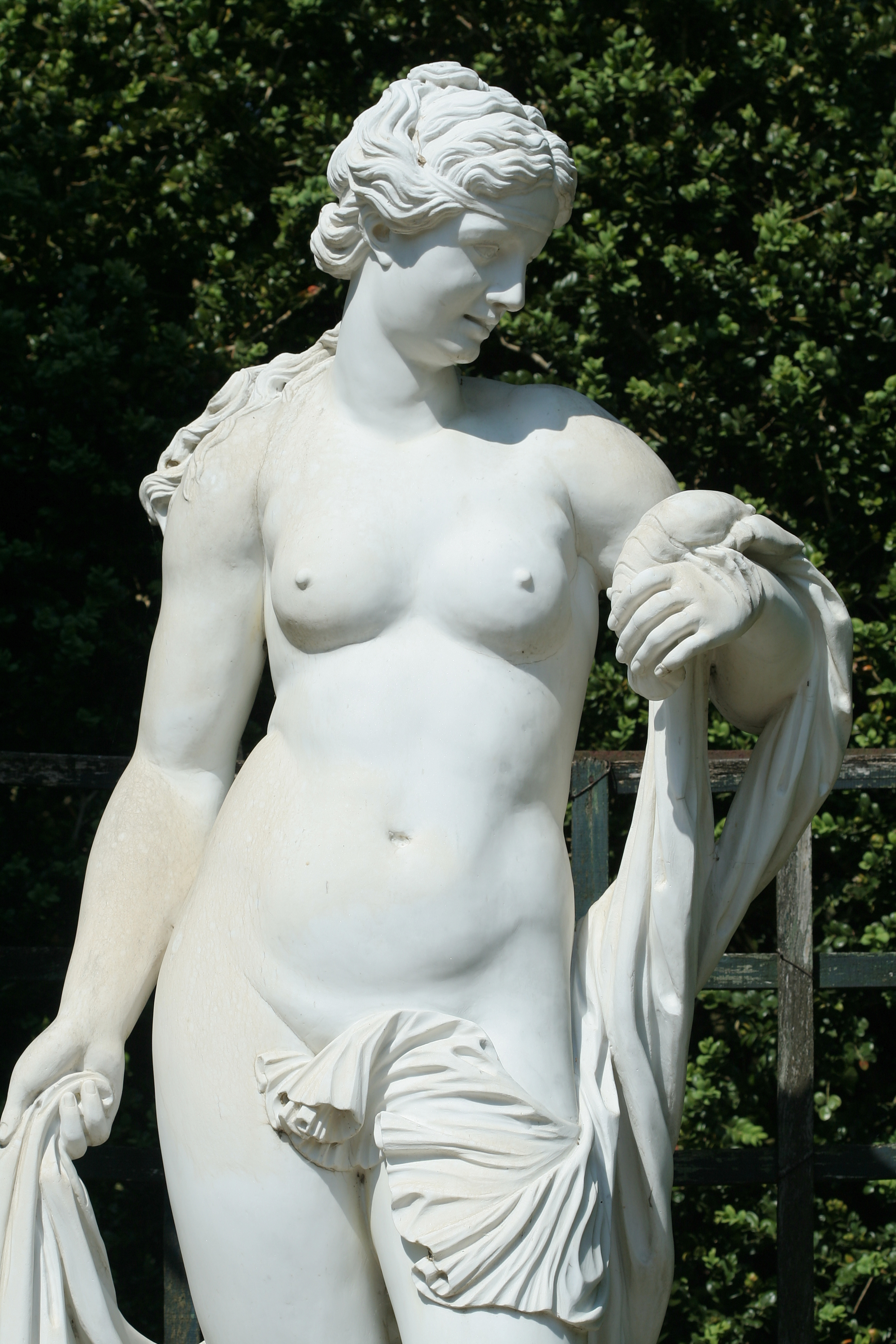
Amphitrite Michel Anguier (bosquet des Dômes, jardins de Versailles.
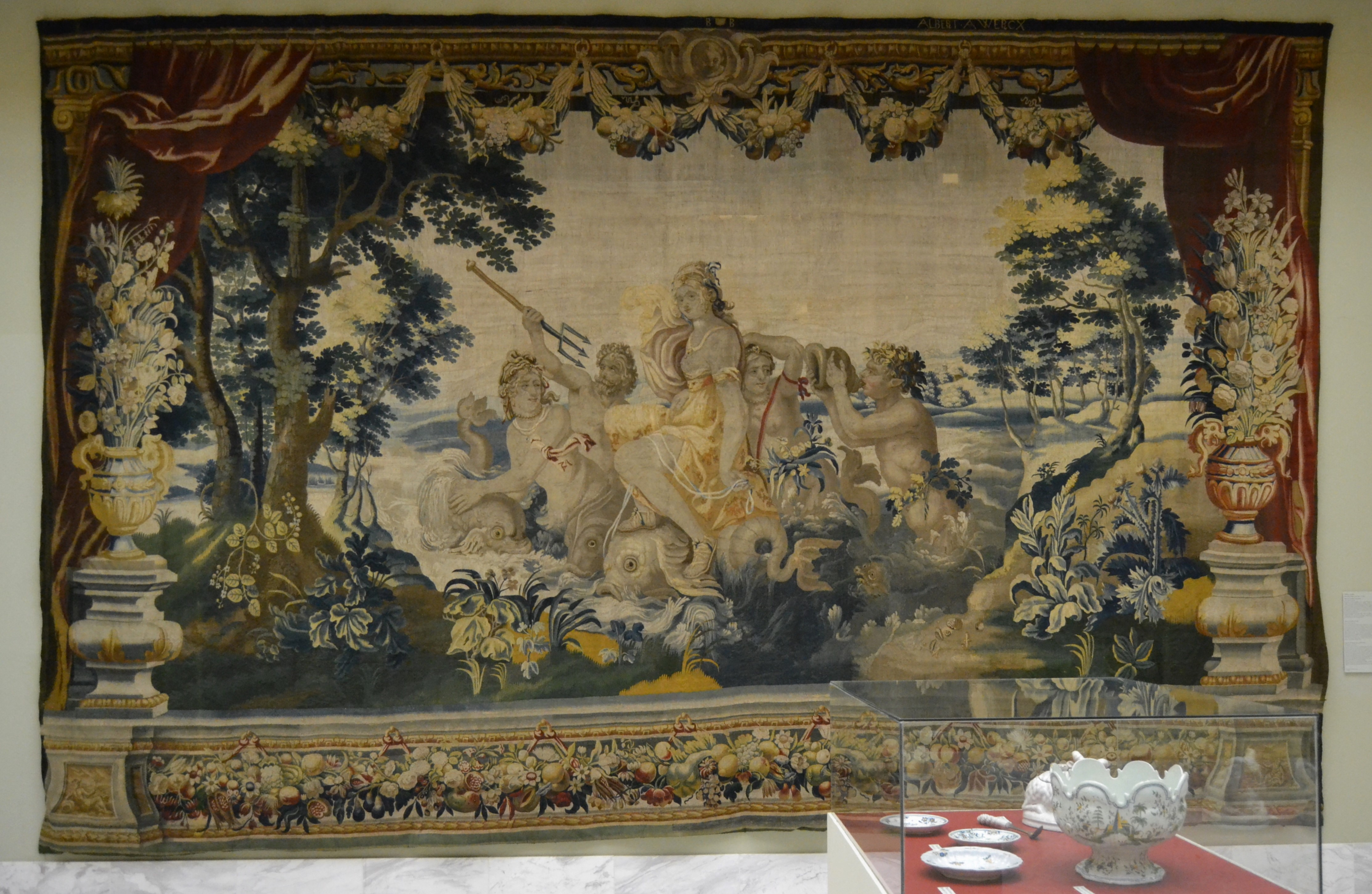
Amphitrite et Poséidon tapisserie (fin XVIIe siècle).
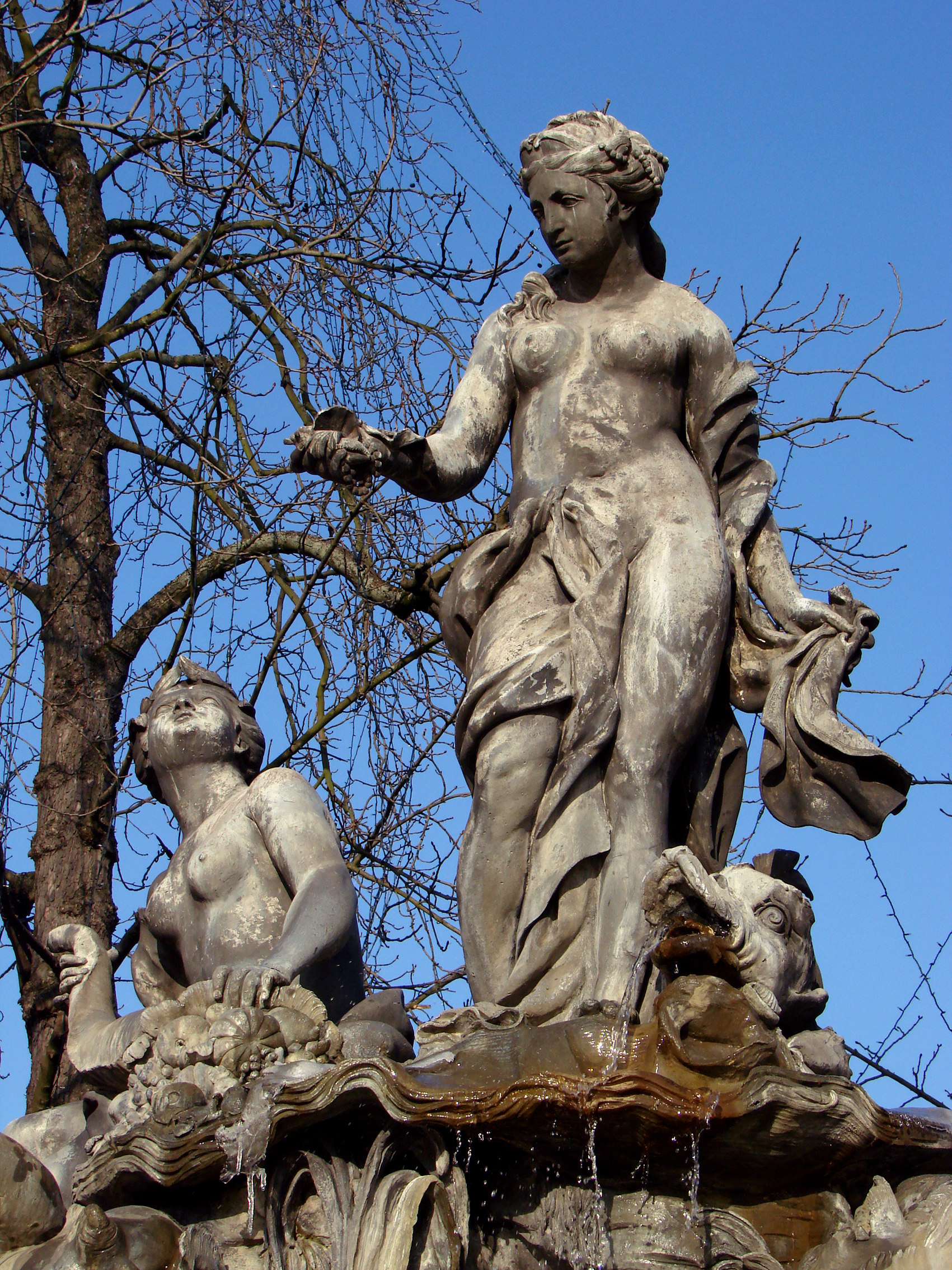
Fontaine d'Amphitrite Barthélemy Guibal place Stanislas, Nancy.
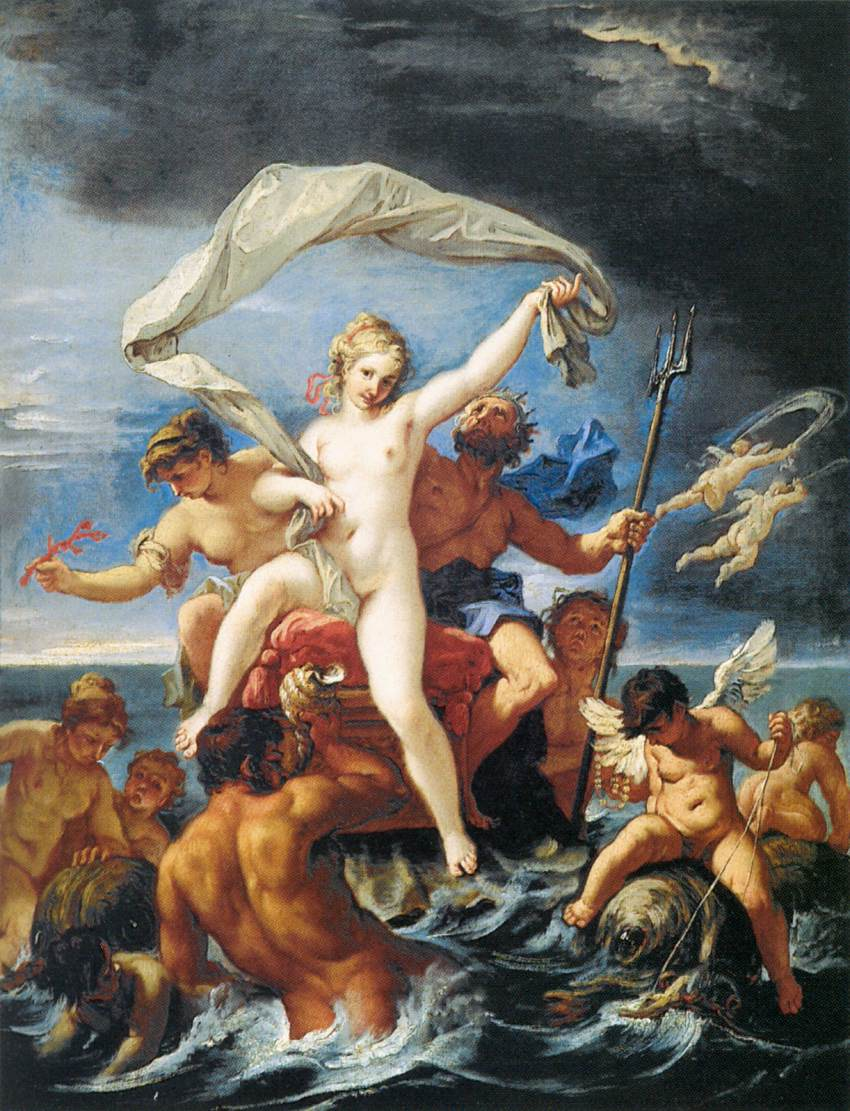
Neptune et Amphitrite, 1691-1694 Sebastiano Ricci Musée Thyssen-Bornemisza, Madrid
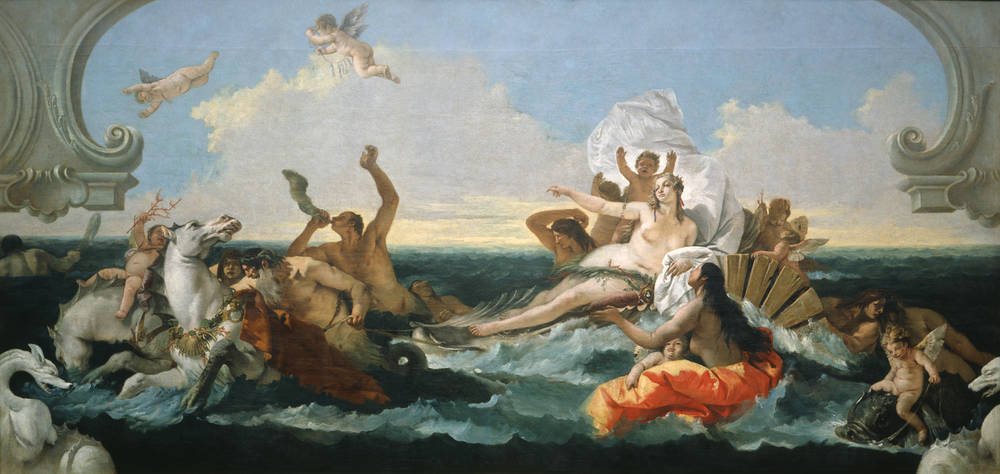
Le Triomphe d'Amphitrite Giambattista Tiepolo, vers 1740 Gemäldegalerie Alte Meister[10].
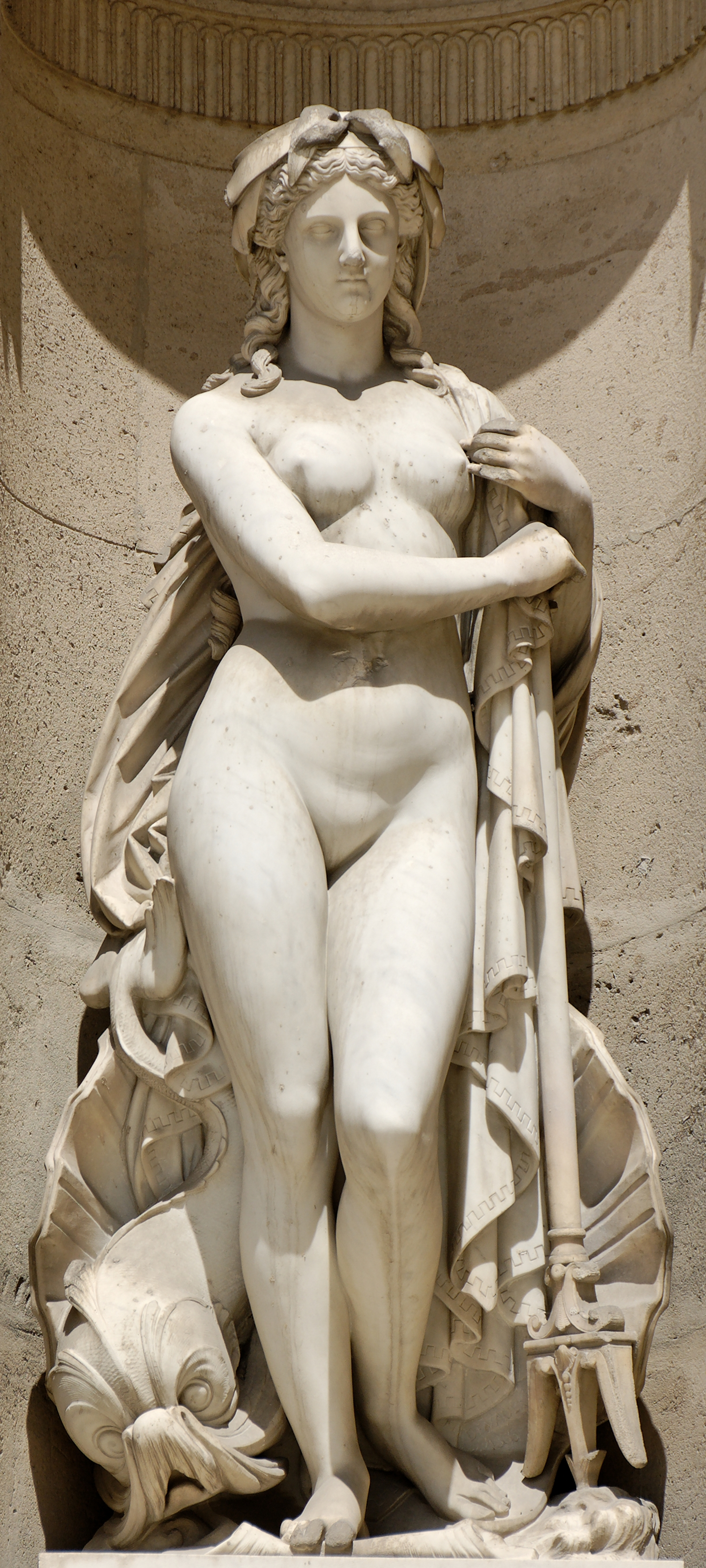
Amphitrite avec un trident François Théodore Devaulx (1866).
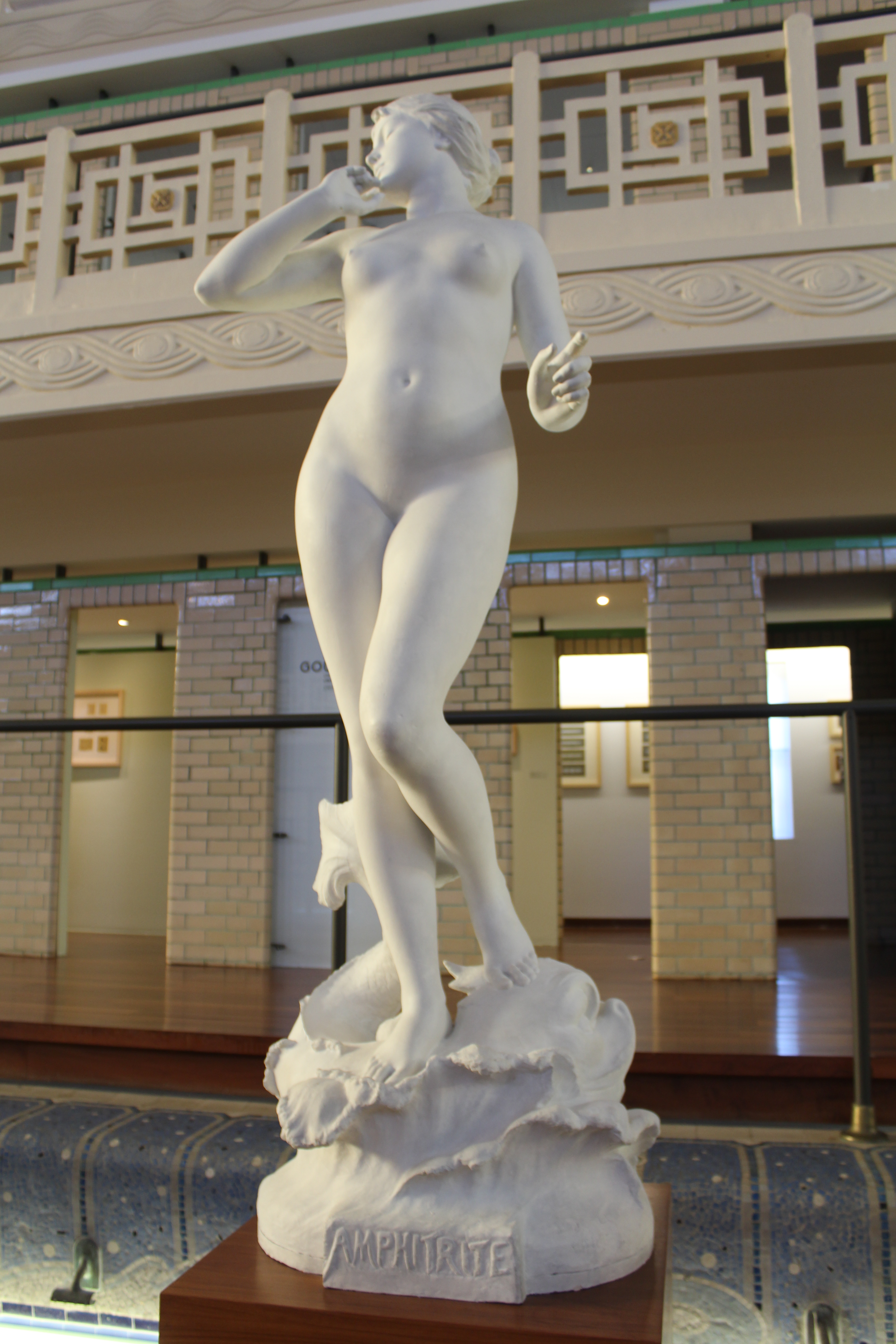
Amphitrite sur un dauphin Eugène Déplechin (1893).
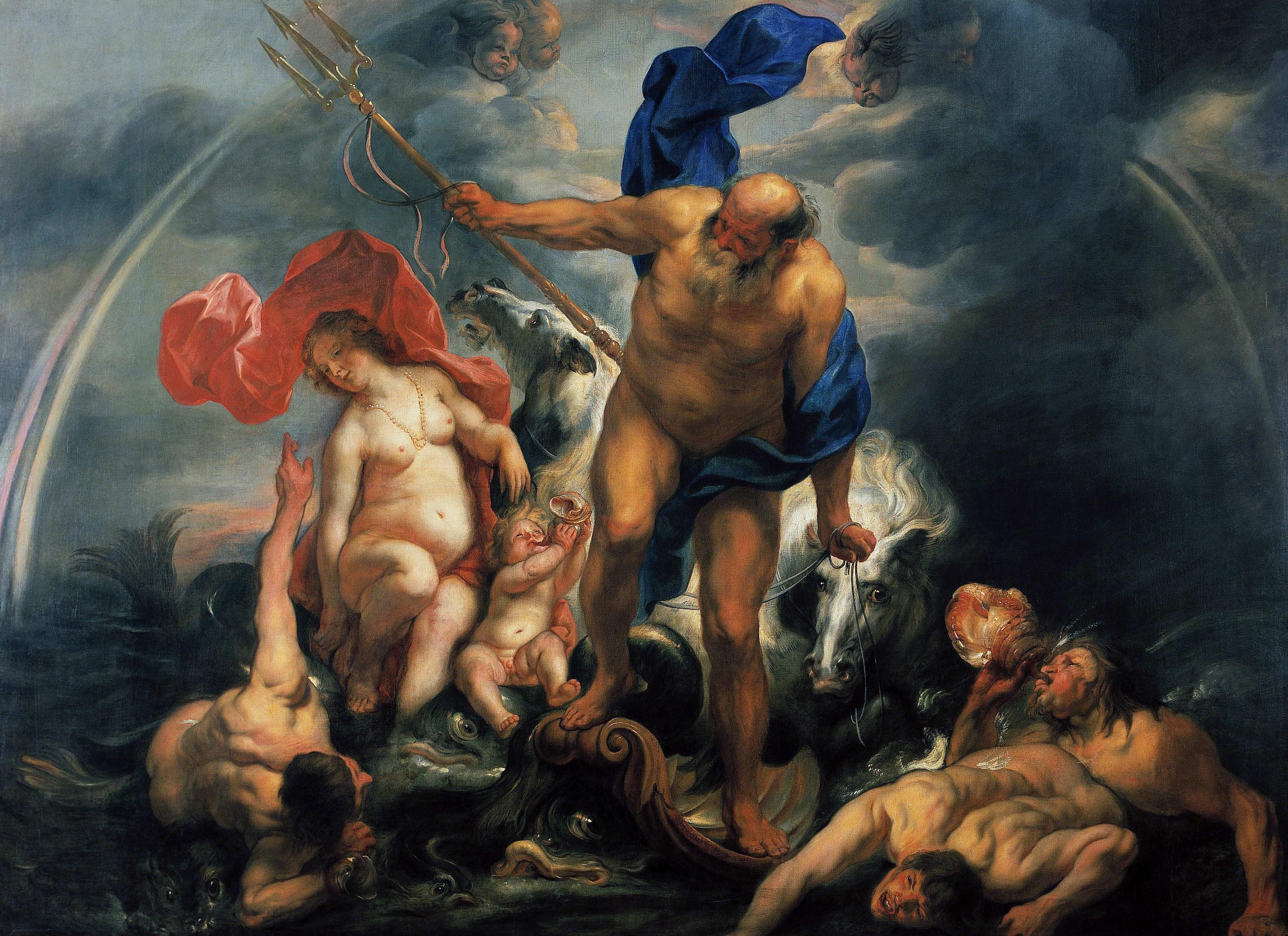
Jacob Jordaens 1644 - Neptune et Amphitrite dans l'orage.

## Évocations modernes
- Amphitrite est un personnage jouable de la classe des Néréides dans le jeu vidéo de rôle Romancing SaGa 2 sorti en 1993 sur la Super Nintendo. C'est la cinquième Néréide accessible dans le jeu. Elle est aussi évoquée dans les Percy Jackson : le dernier Olympien.
- Louis Aragon mentionne Amphitrite dans son poème la « Complainte de Robert le Diable » sur Robert Desnos, dont Jean Ferrat a fait une chanson[11].

### Sources antiques
- Pseudo-Apollodore, Bibliothèque [détail des éditions] [lire en ligne] (I, 2, 2 ; I, 2, 7 ; III, 15, 4).
- Bacchylide (XVII, 109-111).
- Hésiode, Théogonie [détail des éditions] [lire en ligne] (v. 243, 253 et 930).
- Homère, Odyssée [détail des éditions] [lire en ligne] (V, 422-423).
- Hygin, Astronomie [détail des éditions] [(la) lire en ligne] (II, 17).
- Hymnes homériques [détail des éditions] [lire en ligne] (à Apollon, v. 94).
- Pausanias, Description de la Grèce [détail des éditions] [lire en ligne] (I, 17, 3).
- Pindare, Odes [détail des éditions] (lire en ligne) (Olympiques, VI, 104-105).